# 楊佳嫻
楊佳嫻（1978年6月15日—），台灣高雄人，台灣當代作家、詩人、學者。大學畢業於國立政治大學中國文學系，碩士和博士畢業於國立台灣大學中國文學研究所。現為國立清華大學中國語文學系副教授。 自陳受魯迅、張愛玲、楊牧等前輩作家影響。其詩作被評論家唐捐認為是古典與尖新的結合。
為《中華現代文學大系（貳）詩卷》（九歌）選入的最年輕詩人，《台灣文學三十年菁英選：新詩三十家》（九歌）中最年輕的入選者，與鯨向海同為網路世代的指標性詩人。

## 文學作品

### 個人著作

#### 詩集
- 《屏息的文明》（木馬文化，2003）
- 《你的聲音充滿時間》（印刻，2006）
- 《少女維特》（聯合文學，2010）
- 《金烏》（木馬文化，2013）
- 《信物》（香港中文大學，2020）

#### 散文集
- 《海風野火花》（印刻，2004）
- 《雲和》（木馬文化，2006）
- 《瑪德蓮》（聯合文學，2012）
- 《小火山群》（木馬文化，2016）
- 《貓修羅》（木馬文化，2019）
- 《以脆弱冶金：楊佳嫻私房閱讀集》（遠流出版，2023）

#### 改編小說
- 《紅樓夢-大觀園》（明日工作室，2008）

#### 編選
- 《臺灣成長小說選》（二魚文化，2004.11首版/2013增訂版）
- 《詩‧無障礙：臺北詩歌節詩選‧2012》（臺北市政府文化局，2012.10）
- 《九歌一〇五年散文選》（九歌出版社，2017.03）

#### 研究論述
- 《懸崖上的花園：太平洋戰爭時期上海文學場域（1942-1945）》（台北：國立臺灣大學出版中心，2013）
- 《方舟上的日子：台灣眷村文學》（台南：國家臺灣文學館，2013）

### 合編著作

#### 編選詩集
- 《青春無敵早點詩：中學生新詩選》（天下雜誌，2012）（與鯨向海合編）
- 《港澳台八十後詩人選集》（澳門故事協會、文化工房，2013）（與鄭政恆、宋子江合編）
- 《牆與啄木鳥：2019臺北詩歌節詩選》（台北市政府文化局，2019.03）（與陳珮文、張佩儀合編）
- 《詩心引力：磁力詩生活萬用曆》（聯經出版，2020）

#### 編選散文
- 《靈魂的領地：國民散文讀本》（麥田，2013）（與凌性傑合編）

#### 研究論述
- 《來自陽光，帶有鹹味的筆》（聯經出版，2015）（作者：巴代、王家祥、王聰威、吳億偉、李志薔、李長青、李進文、言叔夏、林哲璋、林靖傑、林達陽、凃妙沂、施百俊、胡長松、凌性傑、凌煙、夏夏、孫梓評、徐嘉澤、郝譽翔、郭漢辰、陳雋弘、馮翊綱、黃信恩、楊佳嫻、劉芷妤、潘弘輝、蔡素芬、鄭順聰、騷夏）
- 《大人的村上檢定》（聯經出版 ，2018）(作者：村上文學檢定士協會、余永寬、胡晴舫、郭正佩、楊佳嫻、高翊峰、陳輝龍、王丹、陳栢青、伊格言、盛浩偉、蔡雨杉、賴明珠、藤井省三（FUJII Shozo）、張明敏、徐子怡）

## 相關研究與評論
- 顏艾琳，〈成熟的完成--評楊佳嫻的四首詩〉，《幼獅文藝》第554期，2000年2月。
- 楊宗翰，〈「崛起」中的七字頭後期女詩人--以林婉瑜、林怡翠、楊佳嫻為例〉，《創世紀詩雜誌》第137期，2003年12月。
- 李瑞騰，〈因為愛的緣故--楊佳嫻散文略論〉，《幼獅文藝》第649期，2008年1月。
- 李翠瑛，〈溫泉童話--楊佳嫻的〈溫泉釅然-宿紀州〉一詩〉，《創世紀詩雜誌》第165期，2010年12月。
- 丁旭輝，〈楊佳嫻詩作的古典新象〉，《高應科大人文社會科學學報》第8卷第2期，2011年12月。
- 楊寒，〈典範模習的漣漪效應--楊牧〈秋探〉與楊佳嫻〈花園〉二詩〉，《吹鼓吹詩論壇》第16期，2013年3月。
- 陳政彥，〈少女維特的穿越：楊佳嫻小論〉，《創世紀詩雜誌》第174期，2013年3月
- 許耿肇，〈人間風景--楊佳嫻其詩其人〉，《文訊》第214期，2013年8月。
- 劉益州，〈論「典範效應」在臺灣現代詩上的漣漪現象--以楊牧與楊佳嫻「時間書寫」為主的討論〉，《當代詩學》第9期，2014年7月。
- 林景隆，〈生活的詩性複寫--論楊佳嫻散文作品的創作意識〉，《國文天地》第30卷第7期（總第355期），2014年12月。
- 賴俊儒，〈九〇年代女詩人創作美學研究－以楊佳嫻、林婉瑜為研究對象〉，銘傳大學應用中國文學系碩士論文，2015年。
- 曾士翔，〈金女慾童：鯨向海、楊佳嫻詩作與文學活動研究〉，國立中興大學台灣文學與跨國文化研究所碩士論文，2016年。
- 歐陽良貞，〈新世紀臺灣女性都市散文研究──以張惠菁、楊佳嫻、黃麗群為例〉，國立中央大學中國文學系碩士論文，2019年。
- 顏銘俊，〈「愛」的死亡預想--評析楊佳嫻〈五衰〉〉，《葡萄園詩刊》第229期，2021年2月。
- 林宇軒，〈現代詩中象徵技巧的建構：以楊佳嫻為例〉，《人文社會科學研究》第15卷第4期，2021年12月。

## 外部連結
- 楊佳嫻 （页面存档备份，存于）在Facebook的專頁